# Lee Do-hyun
Im Dong-hyun (en hangul, 임동현; romanización revisada, Im Dong-hyeon), conocido profesionalmente como Lee Do-hyun (en hangul, 이도현; romanización revisada, Lee Do-hyeon) es un actor surcoreano.

## Biografía
Tiene un hermano menor.
Asistió al Sewon High School, previamente estudió en el Geumgye Elementary School. 
El 1 de abril de 2023, las agencias de Lee Do-hyun y Lim Ji-yeon anunciaron que ambos actores mantenían una relación, nacida durante el rodaje de la serie La gloria. El 14 de agosto Lee comenzó el servicio militar en el Cuerpo de Entrenamiento Militar Básico de la Fuerza Aérea.

## Carrera
En el 2017 participó en la serie Prison Playbook donde interpretó a Lee Joon-ho de joven.
En el 2018, se unió al elenco recurrente de la serie Thirty But Seventeen, donde interpretó a Dong Hae-bum.Ese mismo año se unió al elenco recurrente de la serie Clean with Passion for Now, donde dio vida a Gil Oh-dol, un atleta de taekwondo.
En julio de 2019, se unió al elenco recurrente de la serie Hotel Del Luna, donde interpretó a Go Chung-myung.El 26 de agosto del mismo año, realizó una aparición especial en la serie The Great Show, donde dio vida a Wi Dae-han de joven.
El 21 de septiembre de 2020, se unió al elenco principal de la serie 18 Again, donde interpretó a Hong Dae-young de joven.El 18 de diciembre del mismo año, se unió al elenco principal de la serie Sweet Home, donde dio vida a Lee Eun-hyuk.
El 3 de mayo de 2021, se unió al elenco principal de la serie Youth of May, donde interpretó a Hwang Hee-tae.El 3 de noviembre del mismo año, se unió al elenco principal de la serie Melancholia, donde da vida a Baek Seung-yoo.En junio del mismo año, se anunció que estaba en pláticas para unirse al elenco principal de la serie Hunting Dogs.En octubre del mismo año, se anunció que estaba en pláticas para unirse al elenco de la serie de Netflix La gloria, donde interpreta a Yeo-jeong.
En 2023 protagonizó junto a Ra Mi-ran La buena mala madre.Al año siguiente debutó en cine con el thriller Exhuma, donde comparte cartel con Choi Min-sik, Kim Go-eun y Yoo Hae-jin. El filme constituyó un éxito de público, con más de un millón de espectadores en solo sus primeros tres días.

## Filmografía

### Cine
| Año  | Título | Hangul | Papel    | Notas         | Ref.          |
| ---- | ------ | ------ | -------- | ------------- | ------------- |
| 2024 | Exhuma | 파묘   | Bong-gil | Debut en cine | [ 30 ] [ 32 ] |

### Series de televisión
| Año     | Título                     | Personaje                | Notas                           | Ref.          |
| ------- | -------------------------- | ------------------------ | ------------------------------- | ------------- |
| 2017    | Prison Playbook            | Lee Joon-ho (de joven)   |                                 |               |
| 2018    | Thirty But Seventeen       | Dong Hae-beom            | 32 episodios                    |               |
| 2018-19 | Clean with Passion for Now | Kil Oh-dol               | 16 episodios                    |               |
| 2019    | Hotel Del Luna             | Ko Chung-myung           |                                 |               |
| 2019    | The Great Show             | Wi Dae-han (de joven)    | 3 episodios                     |               |
| 2019    | Scouting Report            | Jae Won                  | Drama Special, un episodio      |               |
| 2020    | 18 Again                   | Hong Dae-young (18 años) | 16 episodios                    | [ 33 ] [ 34 ] |
| 2020    | Sweet Home                 | Lee Eun-hyuk             | Serie web, 10 episodios         | [ 35 ]        |
| 2021    | Freak                      | Lee Dong-shik (de joven) | Aparición especial, 4 episodios | [ 36 ]        |
| 2021    | Youth of May               | Hwang Hee-tae            | 12 episodios                    | [ 37 ]        |
| 2021    | Melancholia                | Baek Seung-yoo           | 16 episodios                    | [ 38 ] [ 39 ] |
| 2022    | Reincarnation Love         | Jeon Sang-tae            | Drama corto publicitario        | [ 40 ]        |
| 2022-23 | La gloria                  | Joo Yeo-jung             | Serie web, 16 episodios         | [ 28 ]        |
| 2023    | La buena mala madre        | Choi Kang-ho             | 14 episodios                    | [ 41 ] [ 29 ] |
| 2023-24 | El juego de la muerte      | Jang Geon-woo            | Serie web                       | [ 42 ] [ 43 ] |

### Programas de variedades
| Año  | Título                         | Función  | Notas                      | Ref.                 |
| ---- | ------------------------------ | -------- | -------------------------- | -------------------- |
| 2020 | Running Man                    | Invitado | Ep. n.º 496, 499, 510, 533 | [ 44 ] [ 45 ] [ 46 ] |
| 2020 | Knowing Bros (Ask Us Anything) | Invitado | Ep. n.º 246                | [ 47 ]               |

### Presentador
| Año  | Evento                                   | Notas                                                |
| ---- | ---------------------------------------- | ---------------------------------------------------- |
| 2020 | 2020 Mnet Asian Music Awards (2020 MAMA) | presentador de categoría                             |
| 2021 | The Fact Music Awards (2021 TMA)         | presentador de categoría                             |
| 2021 | 2021 KBS Drama Awards                    | co-presentador - junto a Kim So-hyun y Sung Si-kyung |
| 2021 | 2021 MAMA (2021 Mnet Music Awards)       | presentadora de categoría                            |
| 2022 | 36th Golden Disc Awards                  | presentador de categoría                             |

### Revistas / sesiones fotográficas
| Año  | Título               | Notas                                          | Ref.   |
| ---- | -------------------- | ---------------------------------------------- | ------ |
| 2019 | Grazia Magazine      |                                                | [ 54 ] |
| 2019 | Esquire Magazine     |                                                | [ 55 ] |
| 2020 | Nylon                |                                                | [ 56 ] |
| 2020 | W Korea              |                                                | [ 57 ] |
| 2020 | Dazed Korea Magazine |                                                | [ 58 ] |
| 2020 | GQ Korea             | Publicación de noviembre                       | [ 59 ] |
| 2020 | 1st Look Magazine    |                                                | [ 60 ] |
| 2020 | @star1 Magazine      |                                                | [ 61 ] |
| 2020 | ELLE Magazine        | Junto a Song Kang, Lee Jin-wook y Lee Si-young | [ 62 ] |
| 2021 | Allure Magazine      |                                                | [ 63 ] |

### Eventos
| Año  | Título                   | Notas         |
| ---- | ------------------------ | ------------- |
| 2021 | 2021 Asia Artist Awards  | [ 64 ] [ 65 ] |
| 2019 | MBC Entertainment Awards | [ 66 ]        |

### Anuncios
| Año  | Título            | Notas              |
| ---- | ----------------- | ------------------ |
| 2017 | 김해 롯데워터파크 | -                  |
| 2021 | COVERNAT          | Modelo de la marca |

## Premios y nominaciones
| Año  | Premios                          | Categoría                                  | Trabajo                        | Resultado    | Ref.                 |
| ---- | -------------------------------- | ------------------------------------------ | ------------------------------ | ------------ | -------------------- |
| 2018 | 26th SBS Drama Awards            | Character of the Year                      | Thirty But Seventeen           | Nominado     | [ 68 ]               |
| 2019 | KBS Drama Awards                 | Mejor actor en drama de un acto            | Drama Special: Scouting Report | Ganador      | [ 69 ]               |
| 2020 | Korea First Brand Awards         | Mejor actor revelación                     | 18 Again                       | Ganador      | [ 70 ]               |
| 2020 | 7th APAN Star Awards             | Mejor actor revelación                     | 18 Again                       | Ganador      | [ 71 ] [ 72 ]        |
| 2021 | 57th Baeksang Arts Awards        | Mejor actor revelación                     | 18 Again                       | Ganador      | [ 73 ] [ 74 ] [ 75 ] |
| 2021 | Asian Academy Creative Awards    | Mejor actor de reparto                     | Sweet Home                     | Ganador      | [ 76 ]               |
| 2021 | Brand Of The Year Awards         | Rising Star Actor                          | —                              | Ganador      | [ 77 ]               |
| 2021 | Asia Artist Awards               | Mejor actor revelación                     | —                              | Ganador      | [ 78 ]               |
| 2021 | KBS Drama Awards                 | Mejor pareja (junto a Go Min-si)           | Youth of May                   | Ganadores    |                      |
| 2021 | KBS Drama Awards                 | Premio a la excelencia, actor en miniserie | Youth of May                   | Nominado     |                      |
| 2021 | KBS Drama Awards                 | Premio a la gran excelencia, actor         | Youth of May                   | Ganador      | [ 79 ]               |
| 2021 | Seoul International Drama Awards | Mejor actor coreano                        | Sweet Home                     | Nominado     | [ 80 ]               |
| 2021 | Kinolights Awards                | Actor del año (nacional)                   | Sweet Home y Youth of May      | 5.ª posición | [ 81 ]               |
| 2022 | Blue Dragon Series Awards        | Mejor actor revelación                     | Youth of May                   | Nominado     | [ 82 ]               |
| 2024 | Premios Baeksang Arts            | Mejor actor revelación (cine)              | Exhuma                         | Ganador      | [ 83 ]               |
| 2024 | Premios Blue Dragon Film         | Mejor actor revelación                     | Exhuma                         | Nominado     | [ 84 ]               |
| 2024 | Premios Buil Film                | Mejor actor revelación                     | Exhuma                         | Nominado     | [ 85 ]               |
| 2025 | Premios Asian Film               | Mejor actor revelación                     | Exhuma                         | Nominado     | [ 86 ]               |
| 2025 | Premios Director's Cut           | Mejor actor revelación                     | Exhuma                         | Ganador      | [ 87 ]               |